# Alirio Villamizar
Alirio Villamizar Afanador (Floridablanca, Colombia, 18 de octubre de 1959) es un político colombiano miembro del Partido Conservador ha sido designado por elección popular para integrar el Senado y la Cámara de Representantes de Colombia.
El 2 de septiembre de 2009, Villamizar recibió orden de captura por parte del Corte Suprema de Justicia de Colombia y posteriormente en el 2010 fue condenado a 117 meses de prisión ya que fue hallado culpable por delito de concusión, causado por recibir a su favor el manejo de una Notaría a cambio de su voto en el año 2004 en favor de habilitar la posible reelección de Álvaro Uribe Vélez para las elecciones presidenciales de Colombia de 2006.

## Carrera
Villamizar Afanador fue Gerente del Instituto para el Desarrollo de Santander en 1989.

### Congresista de Colombia
En las elecciones legislativas de Colombia de 2006, Villamizar Afanador fue elegido senador de la república de Colombia con un total de 41.890 votos. Anteriormente, en las elecciones legislativas de Colombia de 2002, Villamizar Afanador fue elegido miembro de la Cámara de Representantes de Colombia con un total de 39.064 votos.
Su hijo, Óscar Villamizar, es miembro de la Cámara de Representantes desde 2018.

#### Iniciativas
El legado legislativo de Alirio Villamizar Afanador se identificó por su participación en las siguientes iniciativas desde el congresoː
- Rendir homenaje al maestro Rafael Calixto Escalona Martínez: Ley Escalona (Aprobado primer debate).[6]
- Establecer los requisitos de las tarjetas electorales impresas y terminales electrónicas para el ejercicio del derecho al voto (Archivado).[7]
- Rendir honores a la memoria del doctor Luis Carlos Galán Sarmiento con ocasión del vigésimo aniversario de su fallecimiento (Sancionado como ley).[8]
- Establece el sistema de seguridad y defensa nacional (Archivado).[9]
- Reformar las reglas de elección organismos de control.[10]
- Establecer un conjunto de estímulos a quienes buscan pensionarse, facilitando el lleno de los requisitos mínimos, garantizando la capacidad adquisitiva de las pensiones.[11]
- Instauración de la circunscripción territorial, otorgando cuando mínimo, una curul en el Senado a cada uno de los departamentos y al Distrito Capital (Archivado).[12]
- Otorgan estímulos a los voluntarios de la Defensa Civil Colombiana (Archivado).[13]
- Establecer el Régimen de Contratación Solidaria (Archivado).[14]
- Establecer una exoneración tributaria a las juntas y organizaciones de acción comunal.[15]

### Condena
Villamizar perdió su curul en el Congreso en el 2009 por una orden de captura realizada por la Corte Suprema de Justicia de Colombia tras investigaciones de tráfico de influencias. Se investigaba que el exsenado exigía una suma mensual por administración de una notaria de Bucaramanga, como cuota política para obtener su voto. En el 2010 fue condenado a 117 meses de prisión ya que fue hallado culpable por delito de concusión.

#### Carrusel de las notarías
Partiendo por la Yidispolítica y el hecho de encontrar en la residencia de Alirio Villamizar más de mil millones de pesos en efectivo, por un supuesto acuerdo por los ingresos de la Notaría 11 de Bucaramanga, se origina el escándalo político colombiano denominado por los medios como Carrusel de las notarías.
Para el 2010, el único condenado por el escándalo, ha sido el exsenador Alirio Villamizar, a 9 años después de comprobarse los cargos al obtener el manejo de una Notaría a cambio de dar su voto a favor de la Reelección presidencial en 2004. Además Villamizar debe pagar una multa de casi 45 mil millones de pesos, equivalente a 87.495 salarios mínimos e inhabilitado para ejercer funciones públicas por 96 meses.
De la misma manera se investigan a otros senadores y al ex Superintendente de Notariado y Registro, Manuel Cuello Baute, por la presunta entrega de más de 30 notarías en todo el país a cambio de sus votos para la segunda reelección presidencial del expresidente Álvaro Uribe Vélez.

## Carrera política
Su trayectoria política se ha identificado por:

### Partidos políticos
A lo largo de su carrera ha representado los siguientes partidos:
| Partido político                | Fecha Inicio        | Fecha Fin               |
| Partido Conservador             | 20 de julio de 2006 | 2 de septiembre de 2009 |
| Movimiento Alas Equipo Colombia | 1 de julio de 2004  | 15 de abril de 2010     |
| Coalición                       | 1 de enero de 2002  | 19 de enero de 2010     |

### Cargos públicos
Entre los cargos públicos ocupados por Alirio Villamizar Afanador, se identifican:
| Cargo público                   | Partido político            | Fecha Inicio        | Fecha Fin               |
| Senador de la República         | Partido Conservador         | 20 de julio de 2006 | 2 de septiembre de 2009 |
| Representante a la Cámara       | Coalición                   | 20 de julio de 2002 | 19 de julio de 2006     |
| Diputado Asamblea Santander     | Conservatismo Independiente | 1 de enero de 1994  | 31 de diciembre de 2001 |
| Concejal Bucaramanga, Santander | Conservatismo Independiente | 1 de enero de 1990  | 31 de diciembre de 1994 |